# Ланева Гора
Ланева Гора (рос. Ланева Гора) — присілок в Псковському районі Псковської області Російської Федерації.
Населення становить 3 особи. Входить до складу муніципального утворення Краснопрудська волость.

## Історія
Від 2015 року входить до складу муніципального утворення Краснопрудська волость.

## Населення
| 2001 | 2002 | 2010 |
| ---- | ---- | ---- |
| 23   | ↘17  | ↘3   |